# Ovidiu Dănănae
Ovidiu Liviu Dănănae (ur. 26 sierpnia 1985 w Krajowej) – rumuński piłkarz grający na pozycji prawego obrońcy. Od 2014 roku jest piłkarzem klubu Universitatea Krajowa.

## Kariera klubowa
Karierę piłkarską Dănănae rozpoczął w klubie CSM Reșița. W 2003 roku awansował do kadry pierwszego zespołu i w tamtym roku zadebiutował w nim w rozgrywkach drugiej ligi rumuńskiej. W zespole CSM Reșița grał przez jeden sezon i rozegrał w nim 21 meczów, w których strzelił 2 gole.
Latem 2004 roku Dănănae przeszedł do pierwszoligowej Universitatei Craiova. W pierwszej lidze Rumunii zadebiutował 22 kwietnia 2005 roku w zremisowanym 1:1 wyjazdowym spotkaniu z CFR Cluj. Na koniec sezonu 2004/2005 spadł z Universitateą do drugiej ligi. Pobyt klubu z Krajowej w drugiej lidze trwał rok i w 2006 roku powrócił on do rumuńskiej ekstraklasy. W zespole Universitatei Dănănae był podstawowym prawym obrońcą. W 2011 roku przeniósł się do rosyjskiego klubu Tom Tomsk, w który rozegrał cztery mecze. Zimą 2012 roku został natomiast zawodnikiem klubu Steaua Bukareszt. W sezonie 2012/2013 grał w CS Turnu Severin, a w sezonie 2013/2014 w Apollonie Limassol. Latem 2014 przeszedł do CSU Krajowa.
| Sezon   | Klub                  | Kraj    | Rozgrywki                 | Mecze | Bramki |
| ------- | --------------------- | ------- | ------------------------- | ----- | ------ |
| 2003/04 | CSM Reșița            | Rumunia | Divizia B                 | 21    | 2      |
| 2004/05 | Universitatea Krajowa | Rumunia | Divizia A                 | 5     | 0      |
| 2005/06 | Universitatea Krajowa | Rumunia | Divizia B                 | 29    | 2      |
| 2006/07 | Universitatea Krajowa | Rumunia | Liga I                    | 32    | 0      |
| 2007/08 | Universitatea Krajowa | Rumunia | Liga I                    | 30    | 0      |
| 2008/09 | Universitatea Krajowa | Rumunia | Liga I                    | 32    | 0      |
| 2009/10 | Universitatea Krajowa | Rumunia | Liga I                    | 6     | 0      |
| 2010/11 | Universitatea Krajowa | Rumunia | Liga I                    | 31    | 0      |
| 2011/12 | Tom Tomsk             | Rosja   | Priemjer-Liga             | 4     | 0      |
| 2011/12 | Steaua Bukareszt      | Rumunia | Liga I                    | 1     | 0      |
| 2012/13 | CS Turnu Severin      | Rumunia | Liga I                    | 13    | 0      |
| 2013/14 | Apollon Limassol      | Cypr    | Protathlima A’ Kategorias | 10    | 0      |

## Kariera reprezentacyjna
W reprezentacji Rumunii Dănănae zadebiutował 12 sierpnia 2009 roku w wygranym 1:0 towarzyskim meczu z Węgrami.
| Mecze i gole w reprezentacji | Mecze i gole w reprezentacji | Mecze i gole w reprezentacji    | Mecze i gole w reprezentacji | Mecze i gole w reprezentacji | Mecze i gole w reprezentacji | Mecze i gole w reprezentacji |
| #                            | Data                         | Stadion                         | Rywal                        | Wynik                        | Gol                          | Rozgrywki                    |
| 2009                         | 2009                         | 2009                            | 2009                         | 2009                         | 2009                         | 2009                         |
| ---------------------------- | ---------------------------- | ------------------------------- | ---------------------------- | ---------------------------- | ---------------------------- | ---------------------------- |
| 1.                           | 12.08.2009                   | Budapeszt, Węgry                | Węgry                        | 1:0                          | 0                            | towarzyski                   |
| 2010                         |                              |                                 |                              |                              |                              |                              |
| 2.                           | 02.06.2010                   | Villach, Austria                | Macedonia Północna           | 0:1                          | 0                            | towarzyski                   |
| 3.                           | 05.06.2010                   | Sankt Veit an der Glan, Austria | Honduras                     | 3:0                          | 0                            | towarzyski                   |
| 4.                           | 11.08.2010                   | Stambuł, Turcja                 | Turcja                       | 0:2                          | 0                            | towarzyski                   |